# Курзје
Курзје (фр. Courzieu) је насељено место у Француској у региону Рона-Алпи, у департману Рона.
По подацима из 2011. године у општини је живело 1139 становника, а густина насељености је износила 42,19 становника/km².

## Демографија
| 1962. | 1968. | 1975. | 1982. | 1990. | 2011. |
| ----- | ----- | ----- | ----- | ----- | ----- |
| 929   | 864   | 836   | 880   | 1.013 | 1.139 |